# جورج جارفيس
جورج جارفيس (بالإنجليزية: George Jarvis)‏ (3 ديسمبر 1889 بغلاسكو في المملكة المتحدة - 1 يناير 1969) هو لاعب كرة قدم بريطاني (وحمل سابقاً جنسية المملكة المتحدة لبريطانيا العظمى وأيرلندا) في مركز الهجوم. لعب مع ستوك سيتي ونادي سلتيك وكامبسلانج رينجرز ‏ ونادي كلايدبانك ‏.